# Верхняя Бронна
Верхняя Бро́нна (фин. Hovinmätäs) — деревня в Пениковском сельском поселении Ломоносовского района Ленинградской области.

## История
Первое картографическое упоминание — мыза Pronsmoiso, на карте Нотебургского лена П. Васандера, начерченной в 1699 году с оригинала первой трети XVII века.
На карте Ингерманландии А. И. Бергенгейма, составленной по шведским материалам 1676 года, упоминается как мыза Pronsetmoisio.
В переписи Дудергофского погоста Ингерманландии за 1696 год — как мыза Prånsmåissio.
На шведской «Генеральной карте провинции Ингерманландии» 1704 года обозначена как мыза Pronsmoisio.
Как селение Пронсмоичо она нанесена на «Географическом чертеже Ижорской земли» Адриана Шонбека 1705 года.
Затем деревня появляется на картах Санкт-Петербургской губернии 1792 года А. М. Вильбрехта под названием Бронная и прапорщика Н. Соколова, как Малая Бронная.
Деревня являлась вотчиной императора Александра I, из которой в 1806—1807 годах были выставлены ратники Императорского батальона милиции.
На «Топографической карте окрестностей Санкт-Петербурга» Военно-топографического депо Главного штаба 1817 года упомянуты деревни: Новая Бронная из 15 и Старая Бронная из 16 дворов.
Деревня Верхняя Бронная из 16 дворов обозначена на «Топографической карте окрестностей Санкт-Петербурга» Ф. Ф. Шуберта 1831 года.

БРОННАЯ — деревня принадлежит государю великому князю Михаилу Павловичу, число жителей по ревизии: 73 м. п., 77 ж. п. (1838 год)

На этнографической карте Санкт-Петербургской губернии П. И. Кёппена 1849 года она обозначена как деревня «Bronnaja», расположенная в ареале расселения ижоры. В пояснительном тексте к этнографической карте она записана как деревня Hovinmätäs (Pronna, Бронная) и указано количество её жителей на 1848 год: эвремейсов — 6 м. п., 8 ж. п., всего 14 человек, савакотов — 2 человека ж. п., ижоры  — 77 м. п., 77 ж. п., всего 154 человека, русских — 2 человека. Ижоры и русские относились к православному Ораниенбаумскому приходу, ингерманландцы — к лютеранскому приходу Тюрё.
На карте профессора С. С. Куторги 1852 года отмечена деревня Верхняя Бронная.

БРОННАЯ — деревня Ораниенбаумского дворцового правления, по просёлочной дороге, число дворов — 26, число душ — 63 м. п. (1856 год)

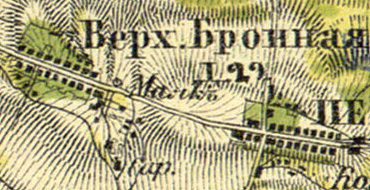
План деревни Верхняя Бронна. 1860 год

Согласно «Топографической карте частей Санкт-Петербургской и Выборгской губерний» в 1860 году деревня называлась Верхняя Бронная и состояла из 22 крестьянских дворов.

БРОННАЯ — деревня Ораниенбаумского дворцового ведомства при колодцах, по левую сторону приморского просёлочного тракта в 16 верстах от Петергофа, число дворов — 40, число жителей: 99 м. п., 111 ж. п. (1862 год)

В 1885 году деревни Верхняя и Нижняя Бронная вместе насчитывали 45 дворов. Сборник же Центрального статистического комитета описывал их так:

БРОННАЯ — деревня бывшая удельная, дворов — 47, жителей — 251; лавка. (1885 год)

В конце XIX века деревни административно относились к Ораниенбаумской волости 2-го стана Петергофского уезда Санкт-Петербургской губернии, в начале XX века — 3-го стана. По приходским данным население деревни было исключительно ижорским.
К 1913 году общее количество дворов в обеих деревнях увеличилось до 50.
С 1917 по 1923 год деревня входила в состав Броннинского сельсовета Ораниенбаумской волости Петергофского уезда.
С 1923 года в составе Троцкого уезда.
Согласно данным переписи населения СССР 1926 года в деревне Верхняя Бронная проживали 173 человека — большинство русские, а также финны. В деревне Нижняя Бронная проживали 126 человек — большинство русские, а также ижоры.
С 1927 года в составе Ораниенбаумского района.
В 1928 году население деревни Верхняя Бронна составляло 299 человек.
По данным 1933 года деревня называлась Бронница Верхняя и являлась административным центром Бронинского сельсовета Ораниенбаумского района, в который входили 11 населённых пунктов: деревни Бронница Верхняя, Бронница Нижняя, Дубки, Кукузи, Лимузи, Малая Ижора, Пенники, Сагомилье, Таменгонт, село Большая Ижора и хутор Приморский, общей численностью населения 1551 человек.

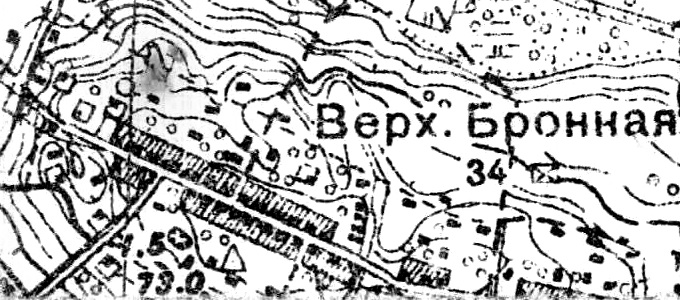
План деревни Верхняя Бронна. 1939 год

Согласно топографической карте 1939 года деревня называлась Верхняя Бронная и насчитывала 34 двора.
С 1963 года в составе Гатчинского района.
С 1965 года вновь в составе Ломоносовского района. В 1965 году население деревни Верхняя Бронна составляло 240 человек.
По данным 1966 года деревня называлась Верхняя Бронная и также входила в состав Бронинского сельсовета.
По данным 1973 и 1990 годов деревня называлась Верхняя Бронна и также входила в состав Бронинского сельсовета.
В 1997 году в деревне Верхняя Бронна Бронинской волости проживали 75 человек, в 2002 году — 68 человек (русские — 88 %).
В 2007 году в деревне Верхняя Бронна Пениковского СП — 83 человека.

## География
Деревня расположена в северной части района на автодороге 41К-625  (Большая Ижора — Пеники), смежно с посёлком Бронна и к западу от административного центра поселения.
Расстояние до административного центра поселения — 0,5 км.
Расстояние до ближайшей железнодорожной станции Бронка — 3 км.

## Демография
| 1862 | 2002 | 2007 | 2010 | 2017 |
| ---- | ---- | ---- | ---- | ---- |
| 210  | ↘68  | ↗83  | ↗116 | ↗196 |

## Улицы
Семейный переулок, Центральная.